# Левинсон, Евгений Адольфович
Евге́ний Адо́льфович Левинсо́н (при рождении Евге́ний Азри́елевич; 1894—1968) — советский архитектор. Лауреат Сталинской премии третьей степени (1951).

## Биография
Родился 7 (19 октября) 1894 года в Одессе в семье херсонского мещанина, позже дантиста Азриеля Вульфовича Левинсона и Клары Левинсон. В 1906 году семья переехала в Санкт-Петербург, где отец к 1907 году открыл зубоврачебный кабинет. Сын был определён в училище-пансион Приют принца Ольденбургского. 
В юности активно занимался спортом, особенно футболом. Участвовал в соревнованиях (весенний и осенний кубки) Петроградской футбольной лиги, выступая за первые команды «Путиловского кружка спортсменов-любителей» (1914) и «Павловско-тярлевского кружка любителей спорта» (1915—1916).
Учился в Петербурге в Институте гражданских инженеров (1915—1916 гг.) и на архитектурном факультете ЛВХТИ (бывш. Академии художеств) у В. Г. Гельфрейха, Л. В. Руднева, С. С. Серафимова, И. А. Фомина, В. А. Щуко в (1924—1927).
В 1932—1945 годах преподавал в ЛИСИ, в 1945—1968 годах — в ЛИЖСА имени И. Е. Репина.
В 1920—1930-х годах активно участвовал в архитектурных конкурсах на проекты Дома советов Бурят-Монгольской АССР на площади Советов в Верхнеудинске (Улан-Удэ), здания Центросоюза в Москве, жилмассивов для Ленинграда — «Совторгслужащий» и «Ленинградский печатник», здания Дома Промкооперации и гостиницы «Интурист» для Ленинграда, планировки города «Новый Мурманск» и др. Многие конкурсные проекты Е. А. Левинсона были удостоены первой премии.
К середине 1930-х годов Е. А. Левинсон — один из крупнейших архитекторов Ленинграда. В этот период по его проектам были построены Дом культуры Промкооперации (ныне Дворец культуры имени Ленсовета), жилгородок «Соцстрой», жилой дом Совторгслужащих и жилой дом для сотрудников НКВМФ на Петровской набережной. В 1931 году в содружестве с И. И. Фоминым им был разработан проект знаменитого жилого дома Ленсовета на набережной реки Карповки. Начав свою творческую деятельность, как конструктивист, к концу 1930-х годов Е. А. Левинсон создал целый ряд проектов, выполненных в духе так называемого сталинского неоклассицизма.
В годы войны Левинсон возглавил группу архитекторов, строившую оборонительные сооружения на ближайших подступах к Ленинграду. В декабре 1941 года он был эвакуирован в Свердловск и включен в Уральскую группу Академии строительства и архитектуры СССР. В 1942—1943 годах Левинсон совместно с А. А. Олем и Г. А. Симоновым спроектировал новые кварталы в Магнитогорске, ставшие первым опытом капитального городского малоэтажного строительства.
Участвовал в послевоенном восстановлении Пушкина и Павловска. В соавторстве с А. А. Грушке создал проект железнодорожного вокзала в Пушкине. В эти же годы по проекту Левинсона был создан один из кварталов малоэтажного строительства на Московской улице (ныне ул. Крупской) в Невском районе. Помимо этого, Е. А. Левинсон участвовал в конкурсах на проекты восстановления и реконструкции Киева, Минска, Петрозаводска, Риги и других городов.
Е. А. Левинсон — соавтор проекта станции метро «Автово». Соавтор архитектурной части мемориала на Пискаревском мемориальном кладбище (1960).
В 1950—1960-е годы Левинсон активно работал в области массового жилищного строительства. Созданные под его руководством проекты кварталов 122—123 на Щемиловке стали первым в Ленинграде примером массового крупнопанельного жилищного строительства. Профессор (1947).
Умер 21 марта 1968 года. Похоронен на Серафимовском кладбище (Коммунистическая площадка) в Санкт-Петербурге.

## Награды и премии
- Орден Трудового Красного Знамени.

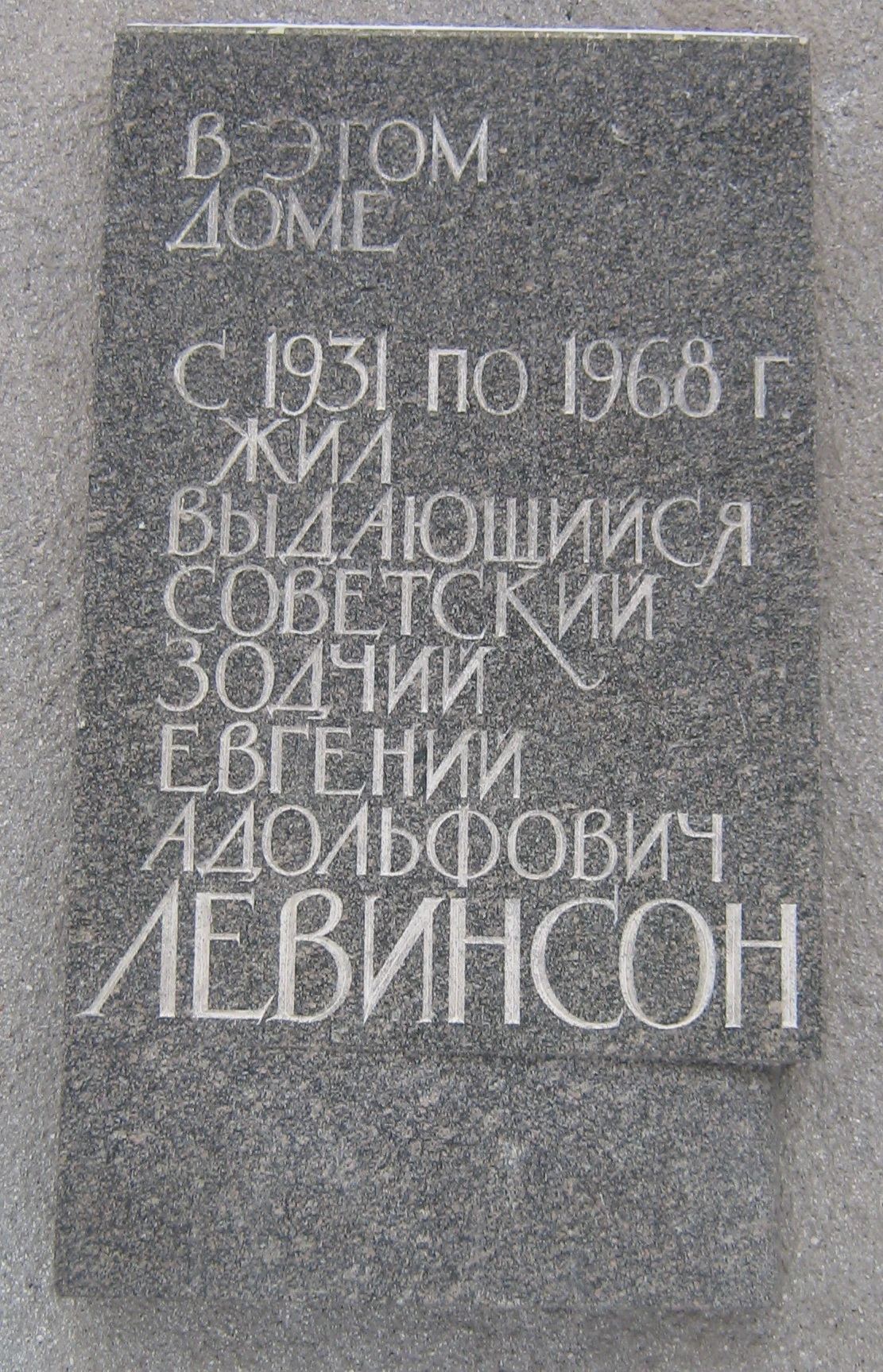
Мемориальная доска

- Орден «Знак Почёта» (16 сентября 1939 года) — в связи с успешным окончанием работ по строительству Всесоюзной Сельскохозяйственной Выставки[11].
- Медаль «За доблестный труд в Великой Отечественной войне 1941—1945 гг.».
- Медаль «В память 250-летия Ленинграда».
- Сталинская премия третьей степени (1951) — за архитектуру вокзала в Пушкине.

## Адреса в Ленинграде
- 1924—1930 — улица Достоевского, 10[12].
- 1931—1941, 1944—1968 — Каменноостровский проспект, 55

## Память
- На доме по адресу Каменноостровский проспект 55 в 1990 году была установлена мемориальная доска (архитектор В. В. Исаева) с текстом: «В этом доме с 1931 по 1968 год жил выдающийся советский зодчий Евгений Адольфович Левинсон»[13].

## Проекты и постройки

### Осуществлённые проекты

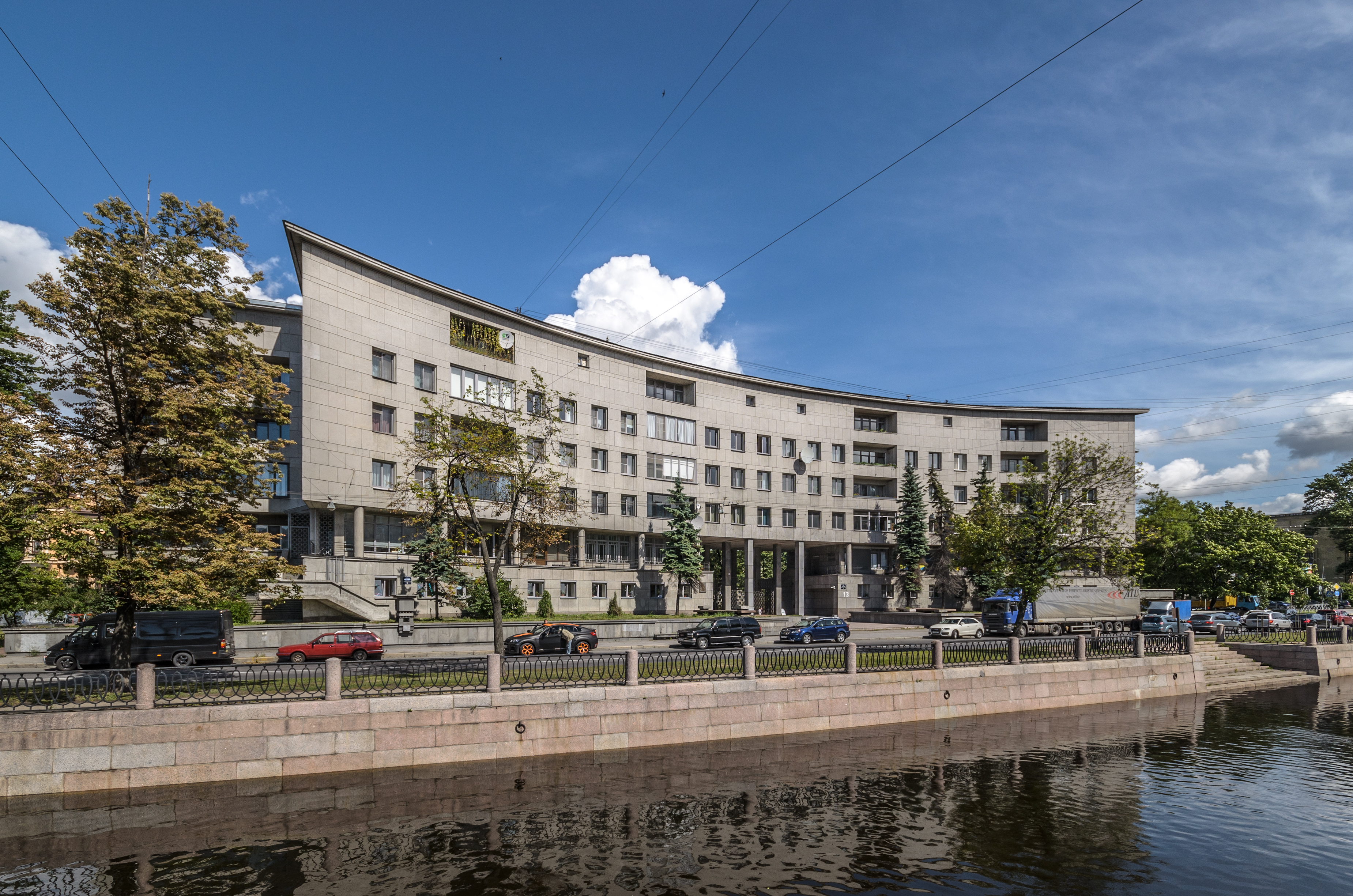
Жилой дом Ленсовета, построенный Левинсоном и Фоминым

- Ул. Некрасова, д. № 60 (1927—1928 г.) — завершение второй очереди строительства Жилого дома Бассейного товарищества собственников квартир[14].
- Каменноостровский проспект, дом № 55 — дом совторгслужащих, памятник конструктивизма (совместно с арх. А. М. Соколовым), Первая премия на всесоюзном конкурсе на жилмассив РЖСКТ «Совторгслужащий» (рабочих жилищно-строительных кооперативных товариществ) 1929 года (проект осуществлен частично в 1930—1932 гг.).
- Первый жилой дом Ленсовета — наб. Карповки, дом № 13 (1931 г.; соавтор: И. И. Фомин; построен в 1932—1933 гг.).
- Каменноостровский проспект, дом № 42 (совместно с арх. В. О. Мунцем; закрытый конкурс; премирован; принят к постройке в 1930 г.; построен в 1931—1938 гг.) — Дворец культуры Промкооперации, затем ДК им. Ленсовета.
- Павильон «Северо-Восток» на ВСХВ, 1939 г.
- Могила-музей Тараса Григорьевича Шевченко (1939 г., скульптор М. Г. Манизер) в Каневе.
- Здание Невского райсовета (совместно с арх. И. И. Фоминым).
- Жилые кварталы на Щемиловке (1930-е—1950-е гг.).
- Павильон и подземный зал станции метро «Автово» (1955, совместно с арх. А. А. Грушке)[15].
- Каменноостровский проспект, дом № 37 — Дом мод (1968, совместно с арх. А. К. Андреевым, Я. Е. Москаленко и В. И. Акатовым).
- Памятник Максиму Горькому в начале Каменноостровского проспекта (1968 год, участие, скульпторы В. В. Исаева и М. Р. Габе).
- Каменноостровский проспект, дом № 41 (совместно с арх. Т. В. Болдыревой и В. А. Матвеевым; строительство завершено в 1970 г.).
- Гостиница «Советская» в Санкт-Петербурге, построенная в 1967 году и ставшая первым высотным зданием города. Совместно с архитекторами А. И. Прибульским и В. В. Ганкевич (инженер — П. Ф. Панфилов).

### Проекты
- Здание Центросоюза в Москве на Мясницкой ул. (1928 г.; соавторы: Соколов А. М., Даугуль В. Г.)
- Типовая школа по заданию Белнаркомпроса (1929 г.; всесоюзный конкурс; премирован)
- Жилой массив РЖСКТ «Ленинградский печатник» на площади Революции (1928—1929 гг.; конкурс всесоюзный; 1-я премия; соавтор Фомин И. И.)
- Уральский Политехникум в Свердловске (1928—1930 гг.; соавторы: Руднев Л. В., Фомин И. И., Свирский Я. О.; Всесоюзный конкурс МАО, 4-я премия);
- «Новый Мурманск» — проект города (1928—1930 гг.; конкурс всесоюзный; 1-я премия; соавторы Соколов А. М., Твелькмейер В. Ф.)
- Павильон СССР на международной выставке в Нью-Йорке 1939 года (1938 г.; конкурс закрытый; соавтор Фомин И. И.; ск. Томский Н. В.)